# Hampden Park (East Sussex)
Hampden Park – dzielnica miasta Eastbourne, w Anglii, w hrabstwie East Sussex, w dystrykcie Eastbourne. Leży 84 km na południe od Londynu. W 2011 roku dzielnica liczyła 10 591 mieszkańców.